# آيت مساض (آيت أسري)
آيت مساض هو دُوَّار يقع بجماعة تيموليلت، إقليم أزيلال، جهة بني ملال خنيفرة في المملكة المغربية. ينتمي الدوّار لمشيخة آيت أسري التي تضم دوارين. يقدر عدد سكانه بـ 608 نسمة حسب الإحصاء الرسمي للسكان والسكنى لسنة 2004.

## وصلات خارجية
- البوابة الوطنية للجماعات الترابية
- المندوبية السامية للتخطيط